# Phoenix Finance
Phoenix Finance, también conocida como DART Grand Prix, fue una empresa bancaria británica que tuvo intenciones de participar en las temporadas 2002 y 2003 de Fórmula 1. Charles Nickerson era el director general de la empresa.

## Adquisición de Prost
Phoenix Finance compró algunos de los restos de Prost Grand Prix, superando a Paul Stoddart de Minardi, poco antes del Gran Premio de Australia de 2002. El equipo esperaba ingresar a la Fórmula 1 en la próxima ronda, el Gran Premio de Malasia. El equipo planeó usar el chasis Prost AP04 con especificaciones de 2001 con motores Arrows V10 diseñados por Hart de 1998. Tom Walkinshaw, jefe del equipo Arrows, había planeado brindar asistencia al nuevo equipo. Se rumoreaba que Craig Pollock era el nuevo director del equipo.
Sin embargo, su entrada al campeonato instantáneamente tuvo problemas en cuanto a si Phoenix era Prost con un nuevo nombre o un nuevo equipo con algunos de los antiguos activos del equipo francés. Su entrada fue rechazada por la Federación Internacional del Automóvil (FIA) porque el equipo no compró Prost Grand Prix por completo, convirtiéndolos así en un nuevo equipo. Como eran un equipo nuevo, debían pagar una tarifa de $48 millones a la FIA para ingresar a la F1. Como no lo habían hecho, se les negó la entrada al deporte. El supremo de la F1, Bernie Ecclestone, afirmó que Charles Nickerson en ese momento «no ha comprado nada en la Fórmula 1. Todo lo que ha comprado son algunos autos de exhibición». Phoenix también afirmó que, junto con varios otros activos, también habían comprado la entrada de Prost a la «máxima categoría», lo que, en su opinión, significaba que no tenían que pagar la tarifa de $48 millones a la FIA. Posteriormente, la FIA rechazó esa afirmación y dictaminó que las entradas de los equipos no se podían comprar ni vender.
Phoenix apareció en Sepang para el Gran Premio de Malasia de 2002. Contaban con los expilotos de Minardi, Tarso Marques y Gastón Mazzacane, que también había pilotado para Prost en 2001. Al aparecer en Malasia con ingenieros, dos monoplazas Prost y sus dos pilotos, planearon competir, pero los oficiales se lo impidieron. El equipo llegó incluso a llevar a la FIA ante el Tribunal Superior, pero el tribunal respaldó la decisión de la FIA de que las inscripciones del equipo no se podían comprar ni vender.

## Phoenix AP04B
El chasis se llamó «Phoenix AP04B». Los monoplazas parecían estar pintados de azul sin colores ni logotipos de patrocinadores. Se rumoreaba que el proveedor de neumáticos era Bridgestone, Michelin o Avon.